# Nature Materials
Nature Materials (nach ISO 4 abgekürzt Nat. Mater.) ist eine Fachzeitschrift, die von der Nature Publishing Group herausgegeben wird. Die Erstausgabe erschien im September 2002. Derzeit werden zwölf Ausgaben im Jahr publiziert. Die multidisziplinäre Zeitschrift veröffentlicht Artikel aus den Bereichen Material- und Ingenieurwissenschaften, wobei auch Artikel mit Auswirkungen auf Physik, Chemie und Biologie berücksichtigt werden.
Der Impact Factor des Journals lag im Jahr 2014 bei 36,503. Nach der Statistik des ISI Web of Knowledge wird das Journal mit diesem Impact Factor in der Kategorie physikalische Chemie an erster Stelle von 139 Zeitschriften, in der Kategorie multidisziplinäre Materialwissenschaft an erster Stelle von 259 Zeitschriften, in der Kategorie angewandte Physik an erster Stelle von 143 Zeitschriften und in der Kategorie Physik, kondensierte Materie an erster Stelle von 67 Zeitschriften geführt.
Chefherausgeber ist Vincent Dusastre, der beim Verlag angestellt ist.